# 호렙산

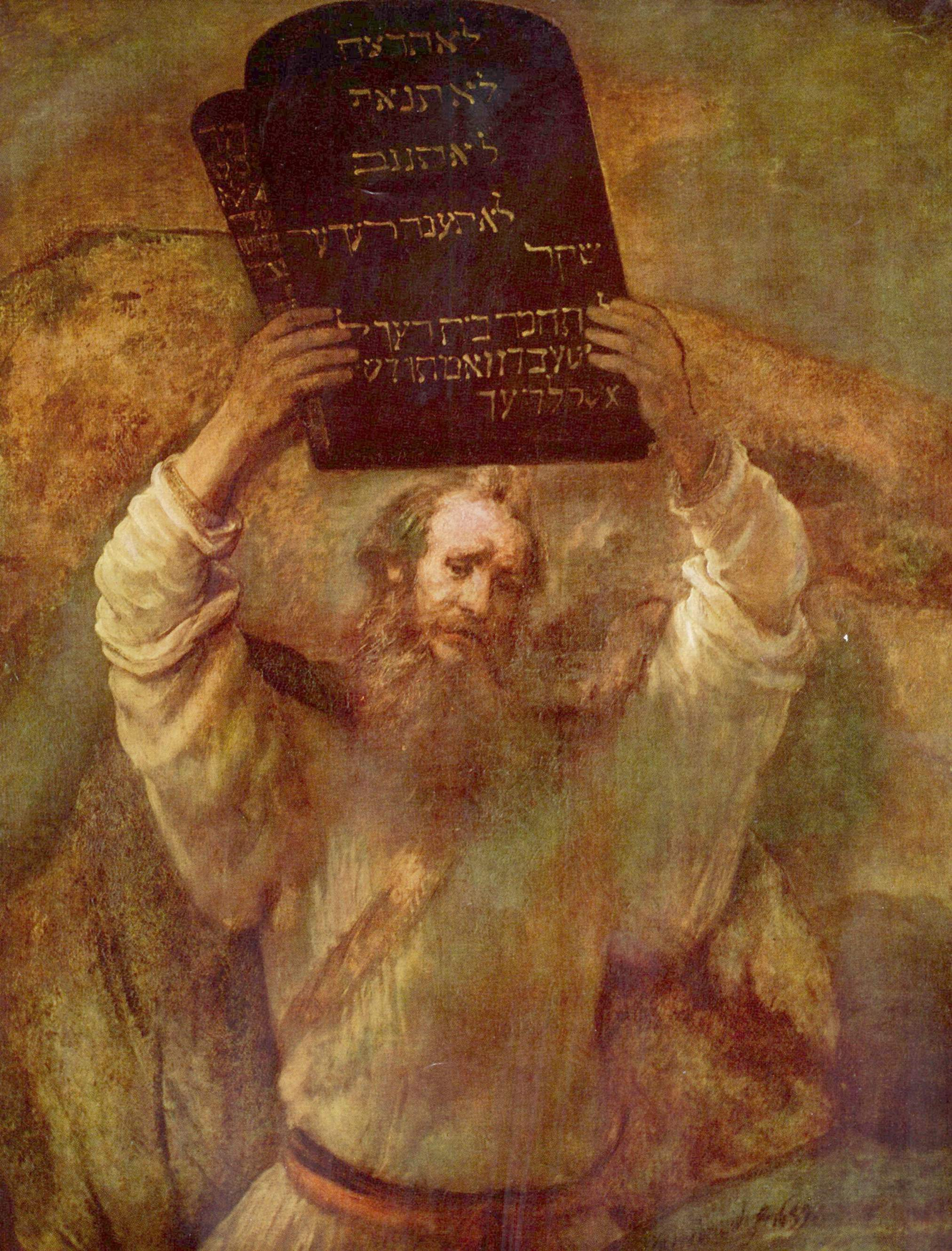
렘브란트의 1659년 작품, 십계명이 적힌 돌판을 든 모세

호렙산(히브리어: הַר חֹרֵב 하르 호레브; 70인역: 코이네 그리스어: Χωρήβ 코레브; 라틴어: Horeb)은 구약성경의 신명기에 따르면 모세가 야훼에게서 십계명을 받은 산이다. 이 산은 출애굽기와 열왕기에서 הַר הָאֱלֹהִים "엘로힘의 산"으로 묘사된다. 또한 야훼의 산이라고도 불린다.
다른 성경 구절에서는 이 사건들이 시내산에서 일어났다고 묘사된다. 대부분의 학자들은 시내산과 호렙산이 같은 장소의 다른 이름이라고 여기지만, 이들이 다른 장소일 수 있다는 견해도 있다.
개신교 개혁가 장 칼뱅은 시내산과 호렙산이 같은 산이며, 산의 동쪽을 시내산, 서쪽을 호렙산이라고 불렀다고 보았다. 아브라함 이븐 에즈라는 하나의 산이었으나 "단지 두 개의 봉우리가 있었고, 그 봉우리들이 이 다른 이름들을 가졌다"고 제안했다. 성녀 가타리나 수도원과 이집트 시내산에 인접해 있는 버드나무 봉우리 주변에서는 이 봉우리가 성경의 호렙산으로 간주된다.

## 어원
"호렙"은 마른 곳 또는 빛나는/열을 의미한다고 생각되며, 이는 태양을 지칭하는 것으로 보인다. 반면 시내산은 신, 즉 고대 메소포타미아 종교의 달의 신의 이름에서 유래했을 수 있으며, 따라서 시내산과 호렙산은 각각 달과 태양의 산이 될 것이다.

## 성경적 용례

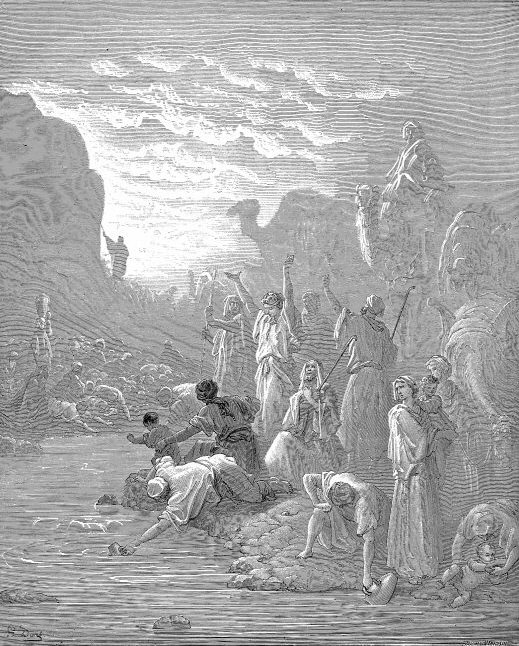
호렙에서 바위를 치는 모세, 귀스타브 도레의 "거룩한 성경" 삽화, 1865년

호렙이라는 이름은 출애굽기 3장 1절에 모세와 불타는 떨기나무 이야기에 처음 등장한다. 출애굽기 3장 5절에 따르면, 산의 땅은 거룩한 것으로 여겨졌고, 모세는 하느님에게서 신발을 벗으라는 명령을 받았다.
출애굽기 17장 6절은 이스라엘 민족이 물 없이 광야에 있을 때의 사건을 묘사한다. 모세가 "호렙의 반석 위"에 있을 때, 그는 바위를 쳐서 바위에서 마실 물을 얻는다. 7절은 이어서 모세가 "이스라엘 자손이 다투었음과 그들이 여호와를 시험하여 이르기를 여호와께서 우리 중에 계신가 안 계신가 하였음으로 그 곳 이름을 맛사 또는 므리바라 불렀더라"고 말한다.
출애굽기에서 이 이름이 사용된 유일한 다른 곳은 33장인데, 호렙은 이스라엘 민족이 장신구를 벗은 장소이다. 이 구절(즉, 출애굽기 33장 1–6절)은 호렙이 이스라엘 민족이 가나안을 향해 출애굽 여정을 다시 시작한 장소임을 시사한다.
신명기에서는 호렙이 이스라엘 민족이 광야를 방황하는 이야기에 여러 번 언급된다. 모세는 신명기 1장 6절에서 하느님께서 호렙에서 이스라엘 민족에게 "너희가 이 산에 거주한 지 오래 되었으니, 몸을 돌이켜 떠나라"고 말씀하셨음을 회상하며, 호렙이 그들이 가나안을 향해 떠난 장소임을 확인한다.
신명기에서 호렙에 대한 다른 언급은 모세에게 십계명이 전달된 이야기를 언급할 때 나온다. 시편 106편과 말라기 4:4에도 유사한 언급이 있다. 신명기 5장 2절("주 우리 하느님께서 호렙에서 우리와 언약을 맺으셨다")은 모세가 십계명을 가지고 내려왔을 때 모세가 말하고 있던 현 세대가 호렙산에 있었다는 인상을 주지만, "그 당시 현장에 있었던 개인들은 모세, 여호수아, 갈렙을 제외하고는 모두 죽었다. [그] 민족은 살아남았고, 언약이 맺어진 것은 유기적 전체로서의 민족과 함께였다. 따라서 모세가 이 시점에 언급했던 이들과 맺어졌다고 적절하게 말할 수 있었는데, 그들이 그 민족을 구성했기 때문이다."

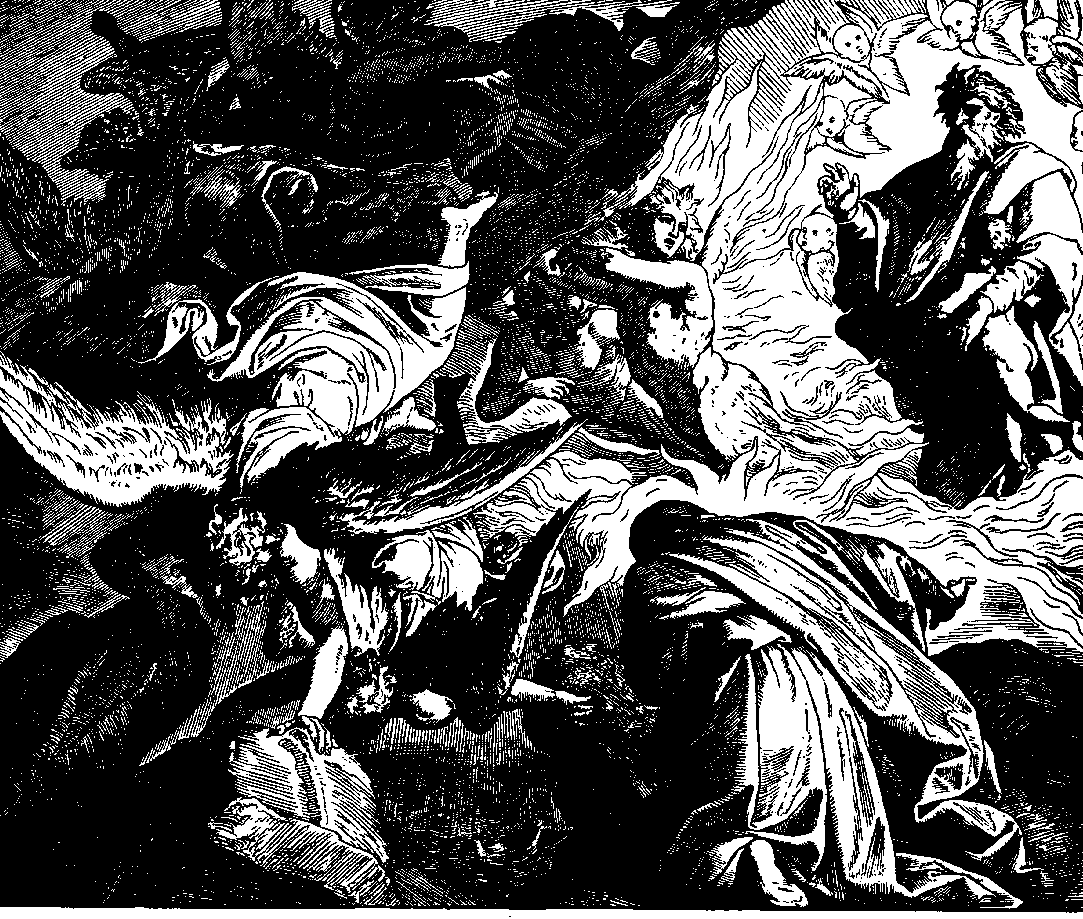
호렙산에서 엘리야에게 나타나신 하느님, 1860년 율리우스 슈노어 폰 카롤스펠트의 목판화

열왕기상 8:9과 역대하 5:10은 법궤에 호렙에서 모세에게 전달된 돌판만 들어 있었다고 명시한다. 열왕기상 19:8-18에서 엘리야는 "하느님의 산 호렙"을 방문하고, 그곳에서 하느님을 만난다.
문서가설에 따르면, 시내라는 이름은 토라에서 유다의 야훼문서와 제사장 문서에서만 사용되는 반면, 호렙은 이스라엘의 엘로힘 문서와 신명기 저자에서만 사용되며, 이는 가설의 증거 중 일부이다.
신약성경에는 호렙에 대한 언급이 없다. 갈라디아서 4:24–25에는 시내산이 언급된다: "한 언약은 시내 산으로부터 와서 종살이할 자녀를 낳는데 곧 하갈이라. 이 하갈은 아라비아에 있는 시내 산으로서 지금 있는 예루살렘과 같으니 그가 그 자녀들과 더불어 종노릇하고 있다." 시내산/호렙은 또한 히브리서 12:18–21에서도 암시된다.

## 위치

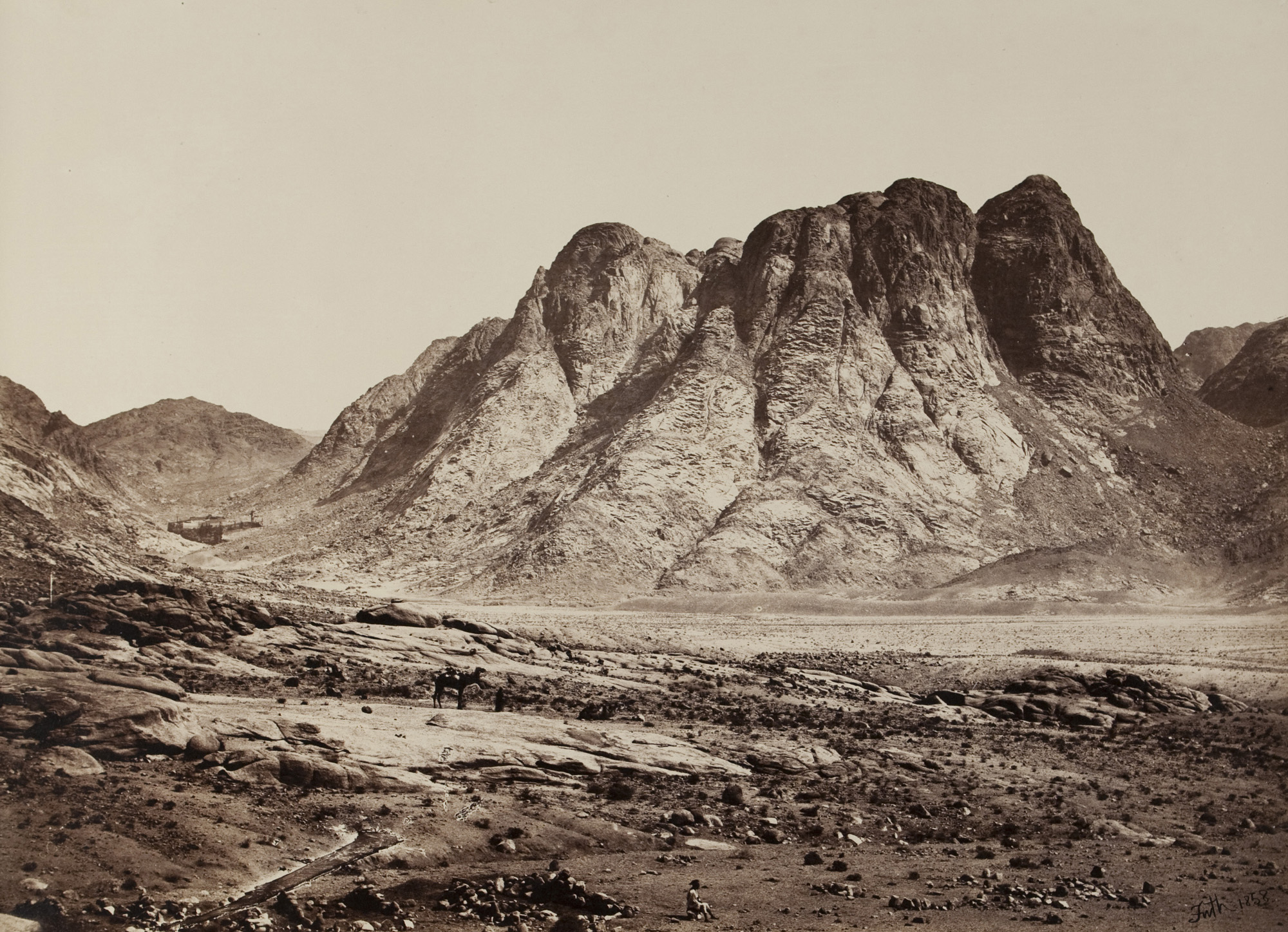
프랜시스 프리스가 호렙으로 비정한 시나이반도의 산

호렙의 위치는 논란이 많다. 유대인과 기독교인 학자들은 성경 시대부터 그 위치에 대해 다양한 의견을 제시해 왔다. 열왕기상 19:1–21에는 엘리야가 호렙으로 여행하는 것이 묘사되어 있는데(그는 베르셰바에서 40일 동안 걸어갔다), 이는 그 책이 쓰일 당시 그 위치가 잘 알려져 있었음을 암시하지만, 그 이후 시대에 대한 성경적 언급은 없다. 또한 이 구절은 머물 수 있을 만큼 큰 동굴을 언급한다. 또한 신명기 초반에 모세가 모압 평야에서 마지막 연설을 할 때, 호렙까지 11일 거리라고 언급되어 있는데, 이는 시내산이 아니라는 것을 이미 보여준다(약 500km 거리). 만약 호렙이 시내산과 같은 산이었다면, 베르셰바는 모압 평야의 위치보다 산에 더 가까워야 한다. 이는 깊은 남부 시나이보다 북부 지파들에게 더 익숙한 북쪽이나 동쪽 어딘가의 위치를 강력히 시사한다.
기독교 전통은 호렙산이 성녀 가타리나 수도원에 인접한 버드나무 봉우리(Willow Peak)라고 간주한다.